# Teodor Černý
Teodor Černý (Kadaň, 18 gennaio 1957) è un ex pistard ceco, fino al 1992 cecoslovacco.

## Palmarès

### Olimpiadi
- 1 medaglia:
  - 1 bronzo (Mosca 1980 nell'inseguimento a squadre)

### Mondiali
- 1 medaglia:
  - 1 oro (Colorado Springs 1986 nell'inseguimento a squadre)

### Giochi dell'Amicizia
- 1 medaglia:
  - 1 bronzo (Schleiz 1984 nell'inseguimento a squadre)